# یونکویلوسور
 یونکویلوسور(نام علمی: Unquillosaurus) نام یک سرده از تیره دونده‌خزندگان است.